# تپه پیرانبار شماره ۳
تپه پیر انبار شماره ۳ مربوط به دوره اشکانیان - سده‌های اولیه و میانه دوران‌های تاریخی پس از اسلام است و در شهرستان کبودرآهنگ، بخش مرکزی، دهستان راهب، روستای پیرانبار واقع شده و این اثر در تاریخ ۷ اسفند ۱۳۸۶ با شمارهٔ ثبت ۲۱۶۱۲ به‌عنوان یکی از آثار ملی ایران به ثبت رسیده است.